# محمد شاهين (مخرج)
محمد شاهين (1931 - 2004 م)  مخرج سينمائي سوري راحل. ولد في عام 1931، ويعد واحداً من مؤسسي الجيل الثاني في السينما السورية. تولى منصب مدير عام للمؤسسة العامة للسينما في دمشق. كما أسس مهرجان دمشق السينمائي الدولي، وكان زوجا «لنجمة العالم العربي» السيدة منى واصف.
يعد من أوائل المخرجين السوريين الذي قدموا أعمالهم في المؤسسة العامة للسينما، وكان فيلمه الأول بعنوان (زهرة من المدينة) عام 1965. كما أنجز عدداً من الأفلام التسجيلية.
يغلب على موضوعات أفلامه الرومانسية والبحث عن واقعية شعرية، ويمزج في أفلامه بين الرؤية الفنية المتزنة والجماهيرية، وهو من أغزر المخرجين السوريين إنتاجاً، إذ وصل عدد أفلامه الروائية إلى تسعة عشر فيلما.
تم تكريم محمد شاهين في مهرجان دمشق السينمائي الثالث عشر .

## الأفلام
أخرج محمد شاهين العديد من الأفلام السينمائية الطويلة منها:
- قتل عن طريق التسلسل
- لا تقولي وداعا للأمس
- ثعالب المدينة
- غابة الذئاب
- المغامرة
- وجه آخر للحب
- راقصة على الجراح
- آه يا بحر
- سحاب
- الشمس في يوم غائم
- المرابي
- عاشقة تحت العشرين (سيناريو)